# Grünes Meer (Laubach)

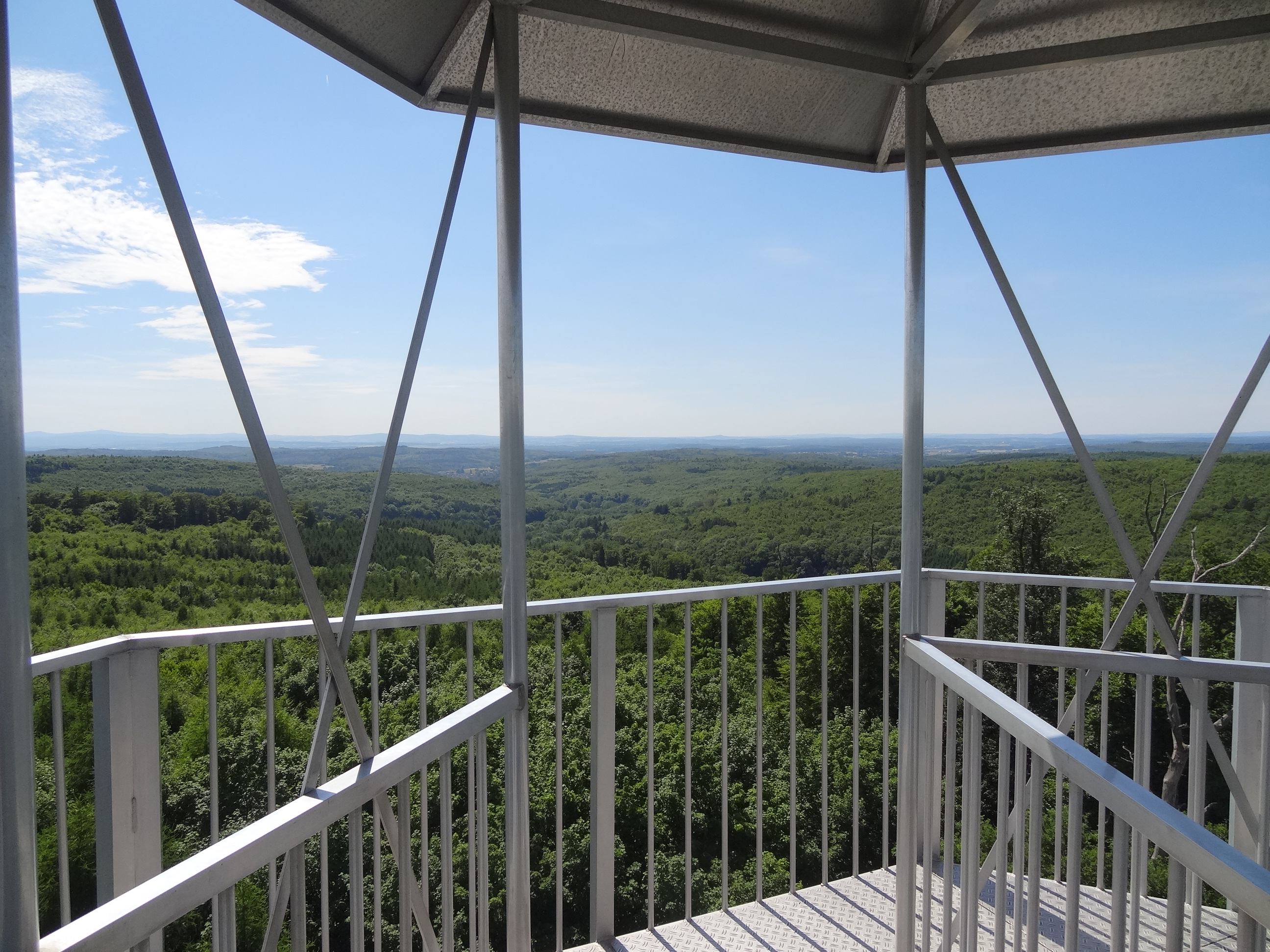
Blick Richtung Westen vom Aussichtsturm „Himmelsleiter“ auf das „Grüne Meer“

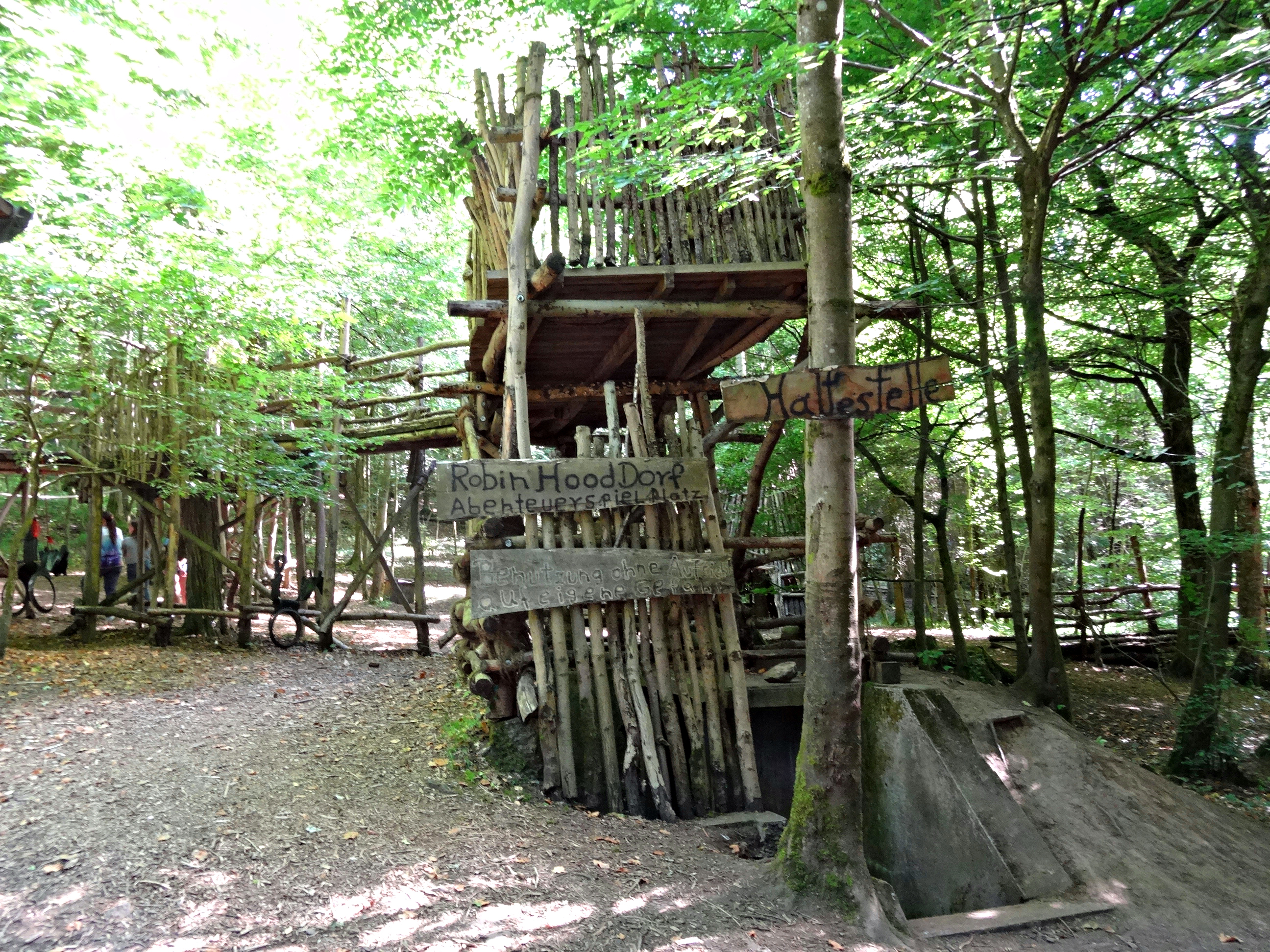
Robin-Hood-Dorf, Abenteuerspielplatz

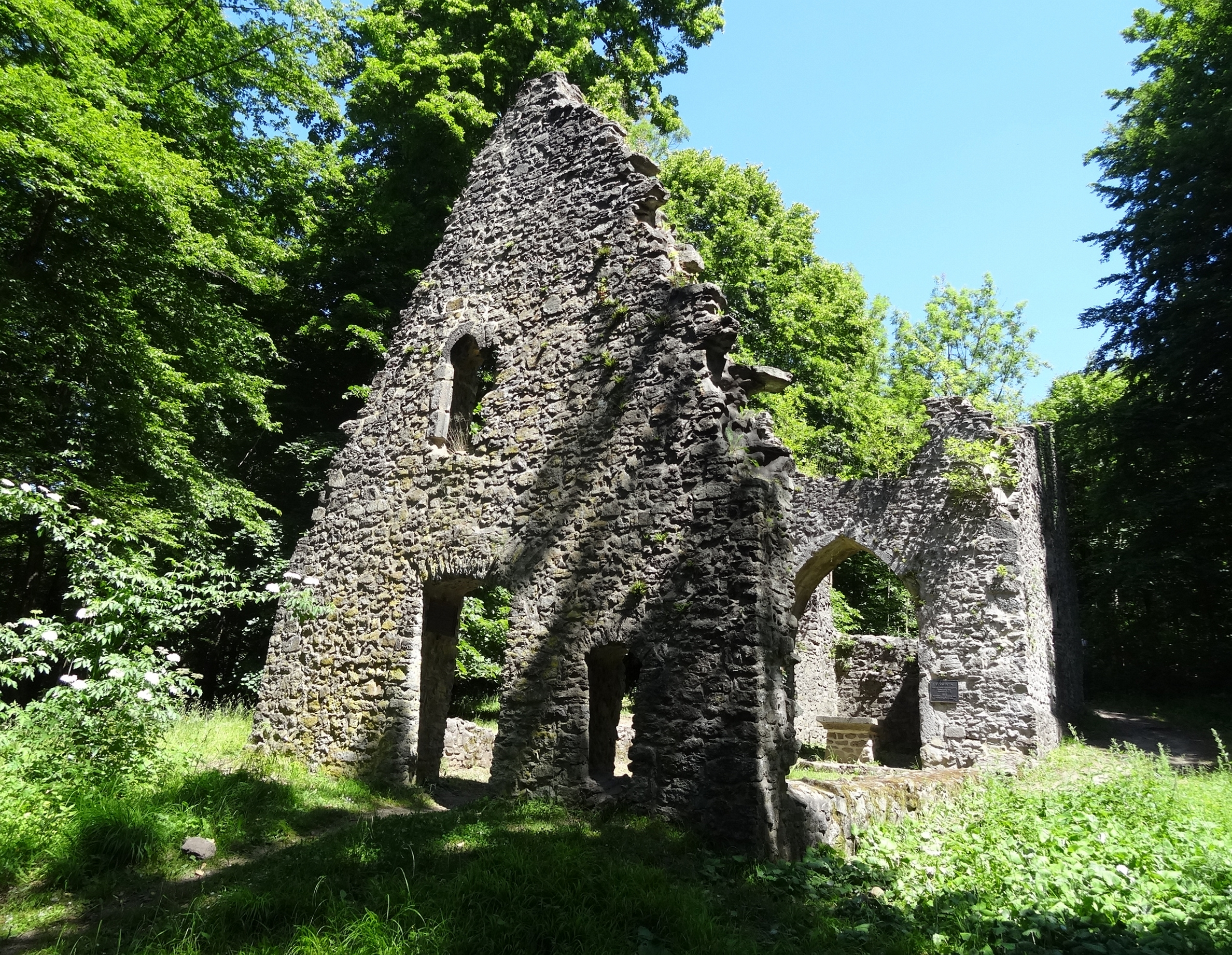
Kirchenruine St. Valentin

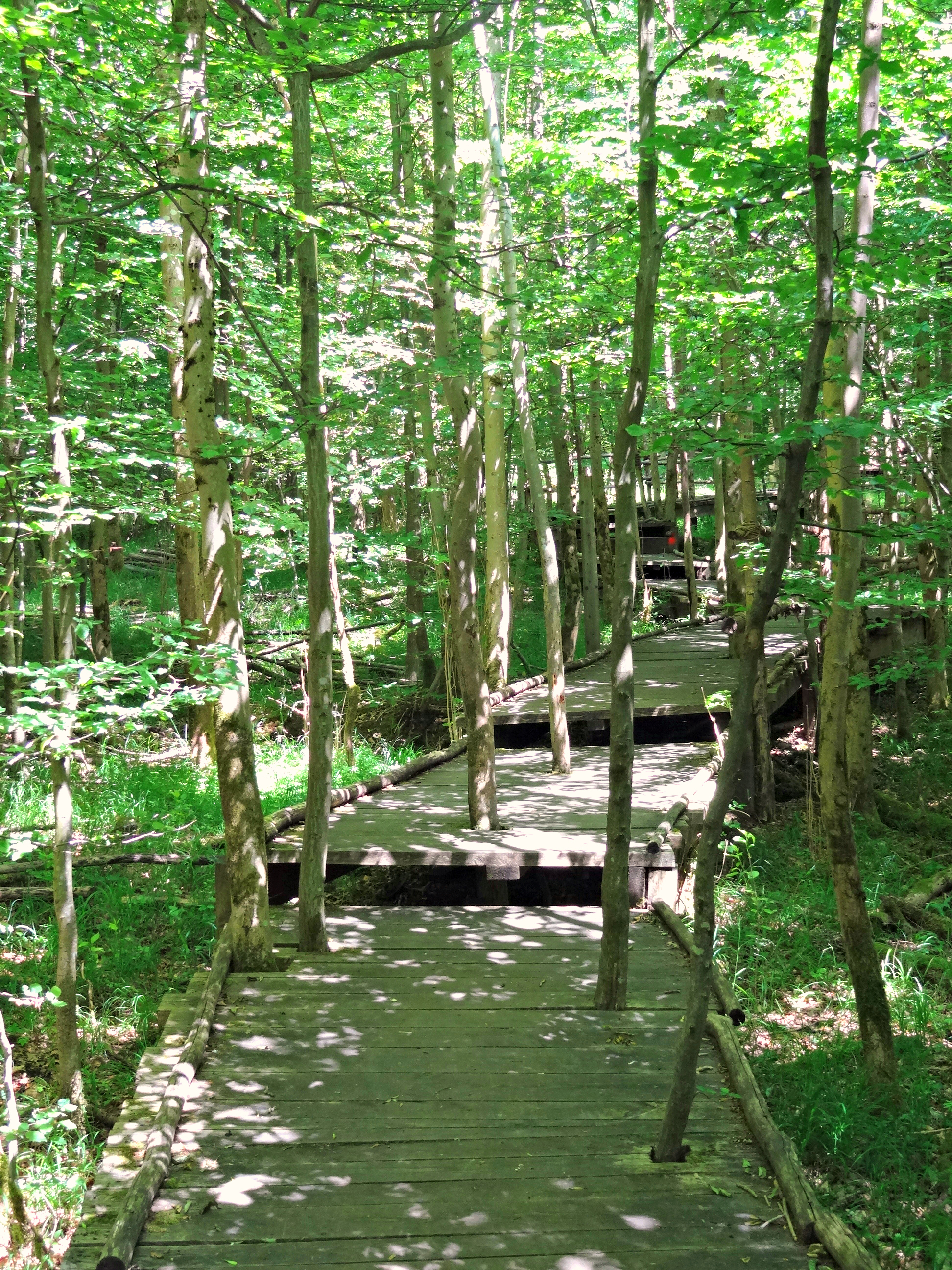
Waldentdeckungspfad

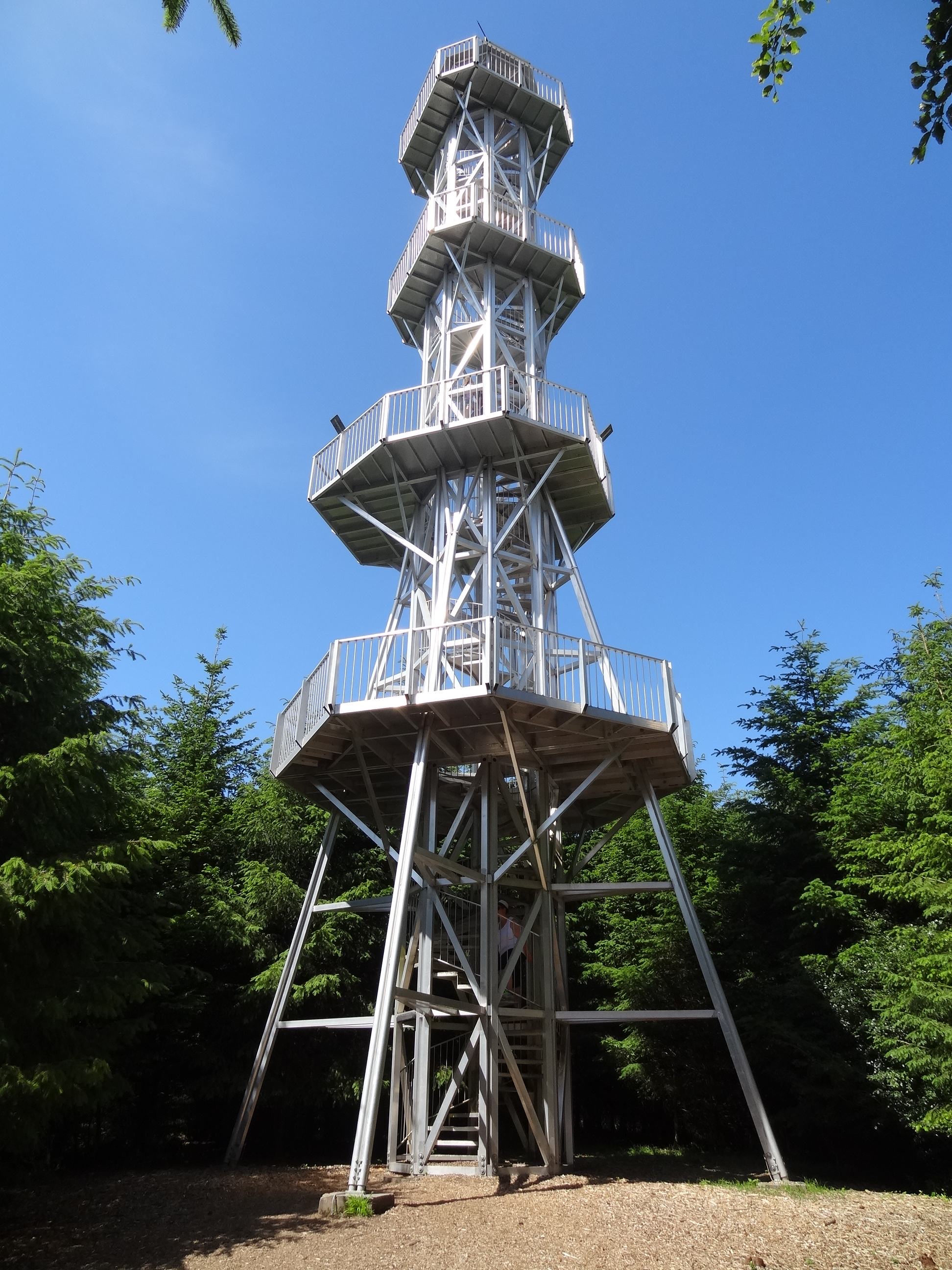
Aussichtsturm „Himmelsleiter“

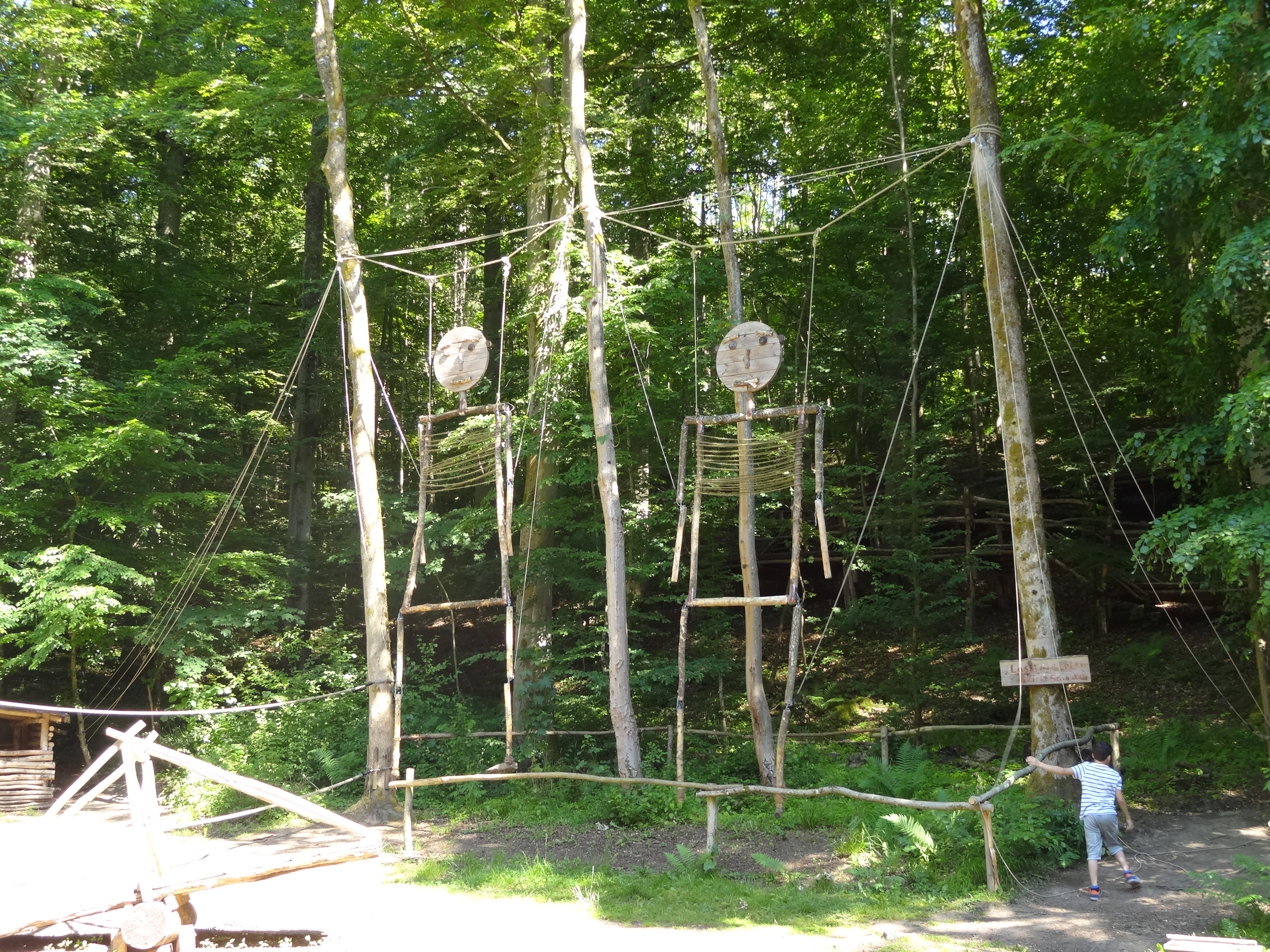
„Waldmänner“ mit Hampelmann-Seilen

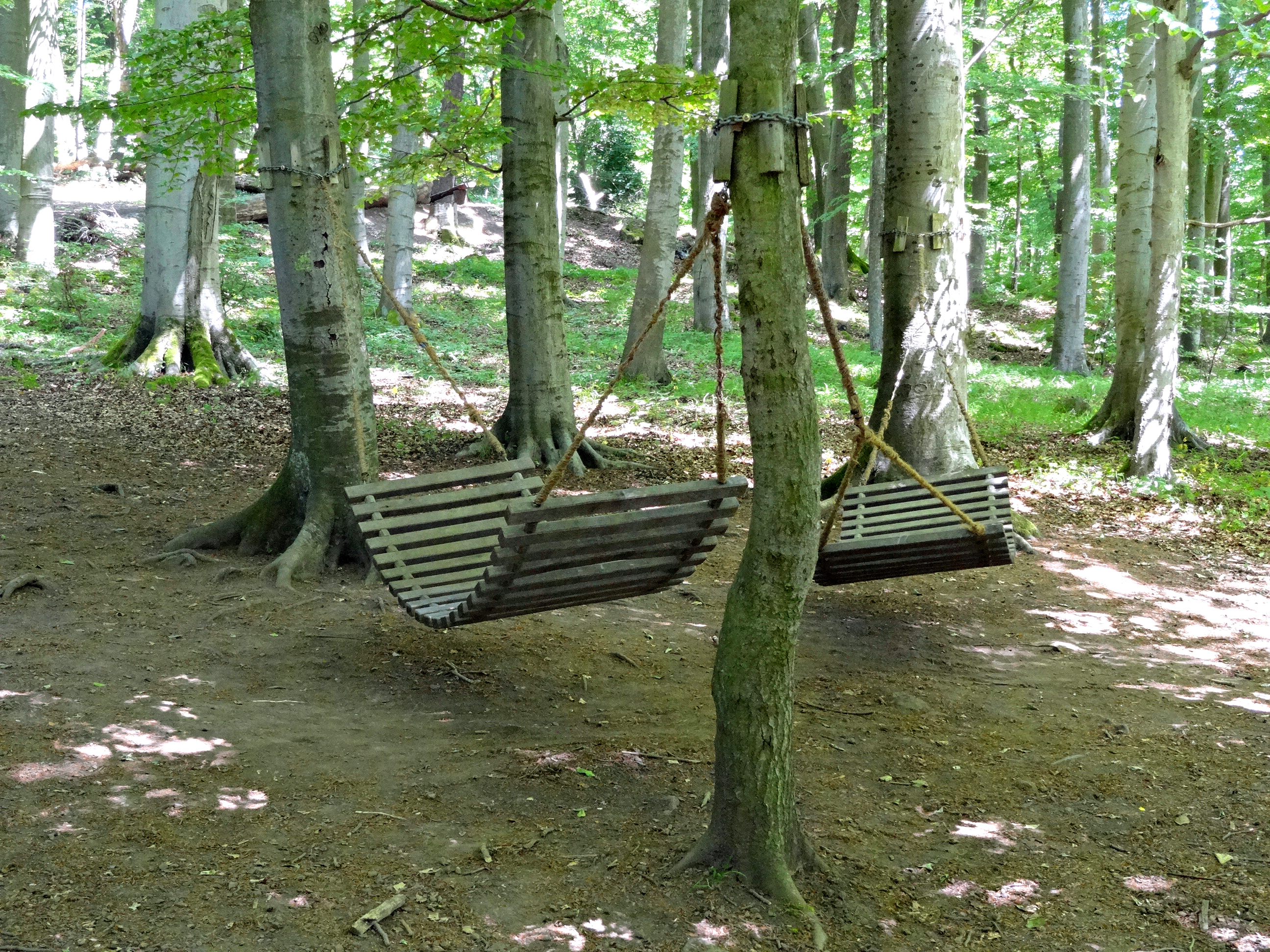
„Himmelsfenster“-Hängematten

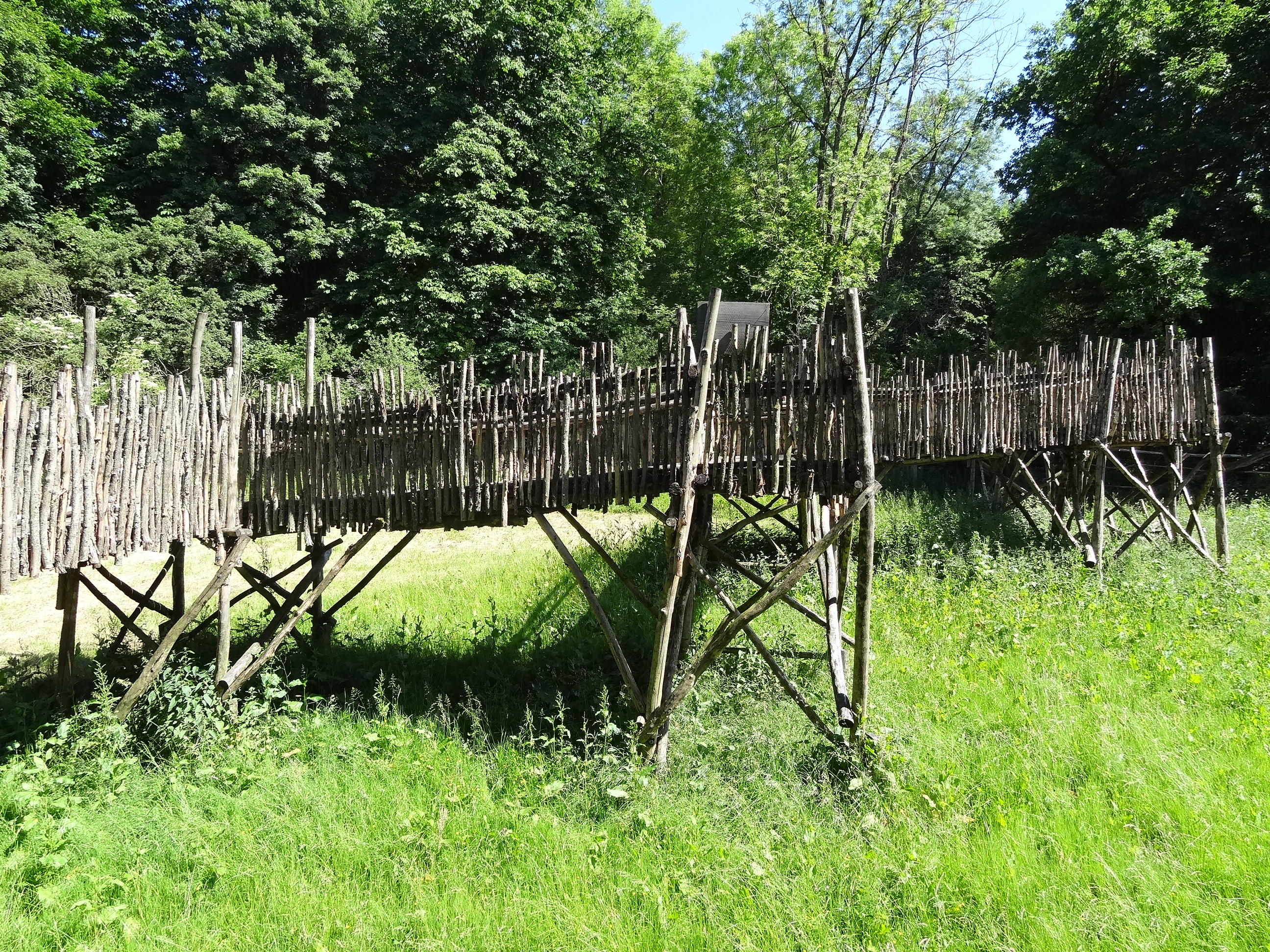
Beobachtungsstation „Alte Eiche“, Holzsteg über dem Wildgehege

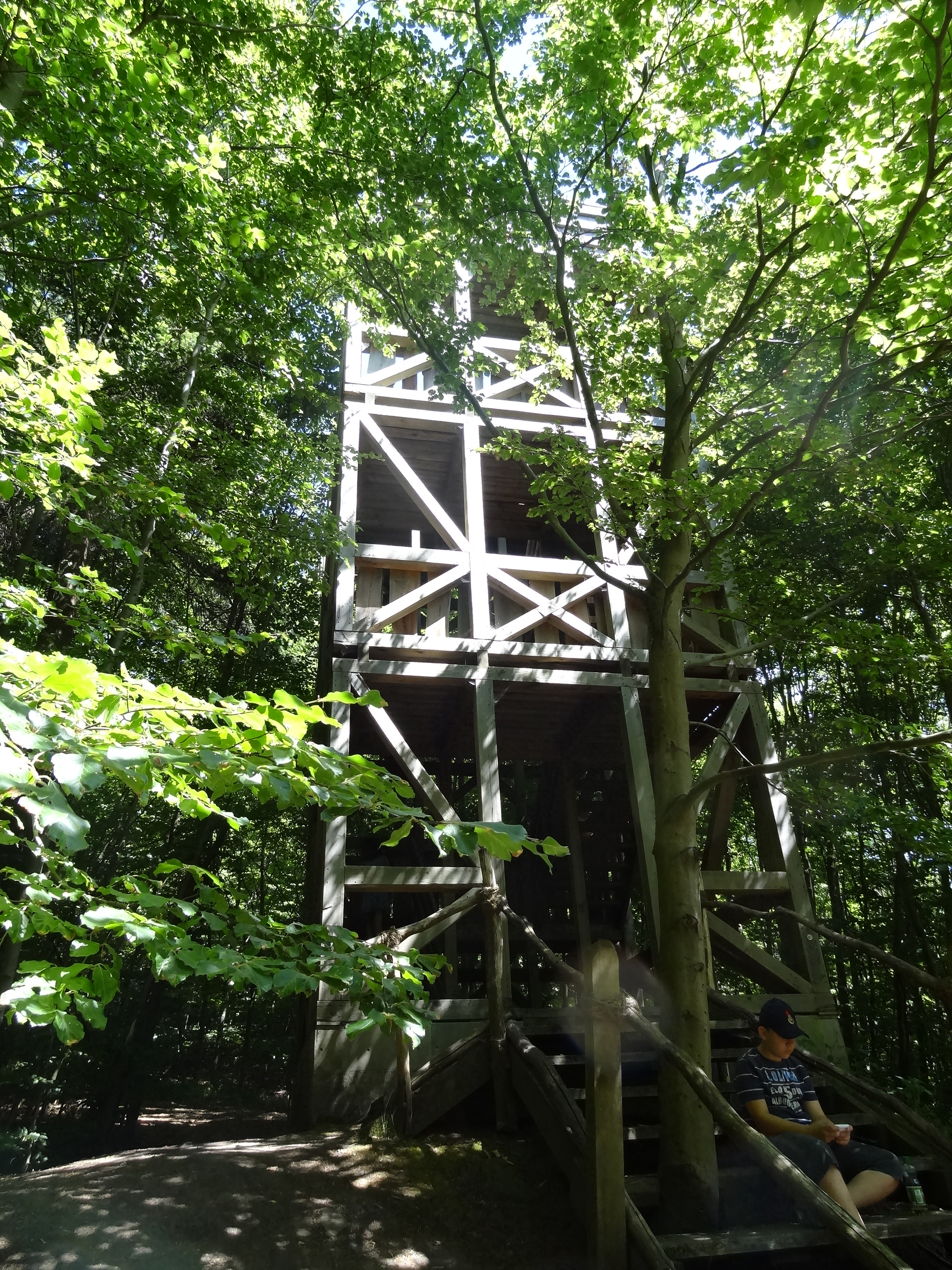
Fachwerkturm

Das Grüne Meer bei Laubach war ein Naturerlebnis- und Freizeitpark in einem 80 Hektar großen Waldgebiet im Vorderen Vogelsberg.

## Geographische Lage
Der natürliche Waldpark lag an der B 276 etwa auf halbem Weg zwischen Laubach und dem 15 Kilometer östlich gelegenen Schotten. Er zog sich entlang des Westhanges des Kirchbergs (404 m ü. NHN) im Laubacher Hügelland.

## Anlage
Die Anlage lag im Fauna-Flora-Habitat „Laubacher Wald“ (FFH-Nr. 5420-304), im „Vogelschutzgebiet Vogelsberg“ (VSG-Nr. 5421-401) und im Naturpark Vulkanregion Vogelsberg. Das Grüne Meer besitzt einen hohen Anteil an Buchenwald.
Der Park folgte dem Konzept des sanften Tourismus und hatte zum Ziel, „die ökologische und kulturgeschichtliche Bedeutung hessischer Wälder spannend und erlebnisreich zu vermitteln“. Das Grüne Meer gehörte zum 4250 Hektar großen Waldgebiet des Grafen Karl Georg zu Solms-Laubach, einem der größten Privatwaldbesitzer in Hessen (Graf zu Solms Laubach’sche Rentkammer, Forstbetrieb Solms-Laubach). Die Spielplätze, Geländer und Bauten im Park waren größtenteils aus Holz gefertigt. Das Holz stammte aus der eigenen Produktion des Forstbetriebes. Die Konstruktionen waren so errichtet, wie es zur Zeit des Mittelalters üblich war, überwiegend mit Seilen verbunden und ohne Nägel. Nordwestlich der Anlage wurde ein Parkplatz mit 200 Stellflächen errichtet. Vor dem Eingang des Parks liegt das „Neue Jägerhaus“ (bis 2008 Motorradtreff „Bikerhaus“), die gastronomische Einrichtung des Parks. Hinter dem Eingang des Parks befanden sich Grillplätze und ein Streichelzoo mit Ziegen, Kaninchen, Eseln und südamerikanischen Alpakas. Der Park wurde jährlich von 60.000 bis 70.000 Menschen besucht.
Im westlichen Teil des Parks lag das im Jahr 1340 erstmals erwähnte und infolge der Pest zur Wüstung gewordene Dorf Ruthardshausen. Das wüste Dorf bestand aus etwa 20 Siedlungen und einer Kirche. Grabungsfunde aus Ruthardshausen sind im Museum Fridericianum in Laubach ausgestellt. Der Graf zu Solms-Laubach förderte archäologische Grabungen an der Siedlungslandschaft Laubacher Wald, der zum großen Teil gräflicher Wald von Schloss Laubach ist.
Am Tag der Artenvielfalt 2010 wurde das Arteninventar des Laubacher Waldes im Grünen Meer mit knapp 500 Arten erfasst. Das Institut für Tierökologie und Naturbildung in Laubach-Gonterskirchen ist verantwortlich für die inhaltliche Ausarbeitung und didaktische Betreuung.
Die Anlage ist seit 2017 geschlossen und verfällt. Der Steg über das Tiergehege ist zusammengestürzt, einige andere Attraktionen sind einsturzgefährdet.

### Rundweg
Ein zwei Kilometer langer „Waldentdeckungspfad“ (Stand: Juni 2015) mit Hinweisschildern zu heimischen Tier- und Pflanzenarten sowie zur Geologie und Kulturgeschichte des Gebiets führt an verschiedenen Stationen vorbei. Der Rundweg startet am denkmalgeschützten ehemals gräflichen Forsthaus Ruthardshausen („Jägerhaus“). Das langgezogene eingeschossige Fachwerkgebäude, das im Südwesten mit einem zweigeschossigen Bereich endet, war jahrzehntelang Gastwirtschaft und Ausflugsziel.
Der Weg führt weiter zu einem Abenteuerspielplatz mit einer Holzkegelbahn, Holzwippen, übergroßen Hampelmännern („Waldmänner“, die auch an der Landesgartenschau Gießen 2014 zu sehen waren), einem lebensgroßen Brettwürfelspiel, einer Heuhüpfburg und einem großen begehbaren Holzwidder. Vom Spielplatz führt ein Weg zum „Robin-Hood-Dorf“ mit Baumhäusern, Kletterseilen, einem Holz-Tipi und zu einem Labyrinth.
Entlang des Rundwegs liegt die denkmalgeschützte mittelalterliche Kirchenruine St. Valentin. Der rudimentär erhaltene Bau der um 1260 errichteten gotischen Pfarrkirche zeigt einen quadratischen Chorturm mit spitzbogigem Triumphbogen und ein rechteckiges Schiff mit Überresten eines Fensters mit Maßwerk an der Westseite. Die Kirche ist der letzte Hinweis auf die Wüstung Ruthardshausen und wurde 1970 wieder hergerichtet. Eine Glocke der Kirche befindet sich heute in der evangelischen Kirche im Nachbardorf Einartshausen. An der Seitenwand der Kirche wurde 2008 ein Beinhaus entdeckt. Bei den Ausgrabungen wurden Teile der Kirchhofmauer rekonstruiert. In der Kirchenruine finden Gottesdienste und kulturelle Veranstaltungen statt.
Der Weg führt vorbei an einem Aussichtsturm aus Fachwerk, einem Barfußpfad, Hängematten aus Holzlatten im Wald („Himmelsfenster“), einem „Waldxylophon“ aus hängenden Aststücken, einer Tier-Beobachtungsstation, einem sehr seltenen Hainbuchenwald („Zauberhaftes Waldstück“) und einem Balancier-Parcours. Am östlichsten und höchsten Punkt des Rundweges steht der 35 Meter hohe Aussichtsturm „Himmelsleiter“ (Koordinaten) aus Aluminium mit vier verschieden hohen Plattformen. Die Aussicht geht über die Wetterau bis in den Taunus und über das Gießener Becken bis zum Dünsberg. Der Blick über die Baumwipfel des Laubacher Waldes inspirierte den Grafen zu Solms-Laubach zum Namen „Grünes Meer“ für den Park.
Auf der nördlichen Schleife zurück zum Ausgangspunkt des Rundwegs liegen archäologische Stationen mit nachgestellten Grabungsstellen. Eine historisch nachempfundene Köhlerei gibt Einblicke in die Siedlungsgeschichte der Region. Die Köhlerei gehörte bis ins 19. Jahrhundert zu den wichtigsten Erwerbsquellen der ansässigen Bevölkerung. (Nahe der Wüstung Ruthardshausen wurden ehemalige Glashütten entdeckt.) Von einem drei Meter hohen Holzsteg (Beobachtungsstation „Alte Eiche“) auf Pfählen, der in eine Lichtung entlang des Höllerskopfbachs ragt, lassen sich Rotwild und Auerochsen in einem Wildgehege beobachten. Vom Gehege geht der Rundweg vorbei am Robin-Hood-Dorf zurück zum Anfang. Eine Wegebahn („Wald-Taxi“) fährt über die Südschleife des Rundweges zum Aussichtsturm und zurück.

## Geschichte
Nach der Ausweisung als FFH-Gebiet konnte der gräfliche Wald nicht mehr traditionell forstwirtschaftlich genutzt werden. Ein neues Managementkonzept sollte daraufhin ökonomischen und ökologischen Belangen Rechnung tragen. Graf zu Solms-Laubach, ein gelernter Förster, errichtete den Naturerlebnispark 2009 für etwa 1,5 Millionen Euro ohne öffentliche Mittel als zusätzliches wirtschaftliches Standbein. Vorbild für das Grüne Meer war der Baumkronenweg Kopfing. Der Park entstand in Kooperation mit der Unteren Naturschutzbehörde Gießen, dem Landesarchäologen Egon Schallmayer und der Gesellschaft für Integration und Arbeit Gießen.
Wegen eines brütenden Waldlaubsängers wurde die Eröffnung des Parks im Vogelschutzgebiet vom 1. Juli auf den 1. August 2009 verschoben. Die rückgezüchteten Auerochsen im Freigehege kamen aus der Nähe von Dessau (Sachsen-Anhalt), das Rotwild stammt aus gräflichen Waldungen im Salzburger Land. Im Februar 2010 wurde im Park ein Auerochsenkälbchen geboren, es erhielt in einer Verlosung den Namen „Rosalie“.
Das Laubacher Schlosshotel „Bunter Hund“, das Restaurant „Hirschfrikadelle“ und das „Grüne Meer“ werden unter der Marke „Schloss Laubach“ vermarktet.
Die gleichnamige Straße „Grünes Meer“, Teil der unteren Altstadt Laubach, hat keinen Bezug zum Park.
2012 wurde 20 Kilometer östlich am Vogelsberg der Baumkronenpfad Hoherodskopf eröffnet.